# وارگاس ۲۹۱۳۳
سیارک ۲۹۱۳۳ (به انگلیسی: 29133 Vargas، نامگذاری:1987KH5) بیست و نه هزار و صد و سی و سومین سیارک کشف شده‌است که در ۲۹ مه ۱۹۸۷ کشف شد.